# 弗曼海崖
弗曼海崖（英語：Furman Bluffs）是南極洲的海崖，位於瑪麗伯德地，處於菲爾賓灣東南面的馬丁半島，根據美國海軍的空中照片繪入地圖，現時由南極條約體系管理。